# Світіння моря

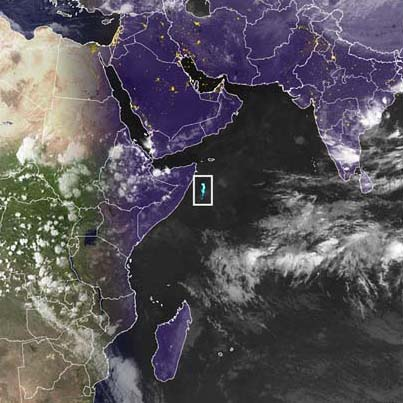
В центрі мапи прямокутником відмічено площу активного явища світіння океану біля берегів Сомалі, викликаного океанічними бактеріями.

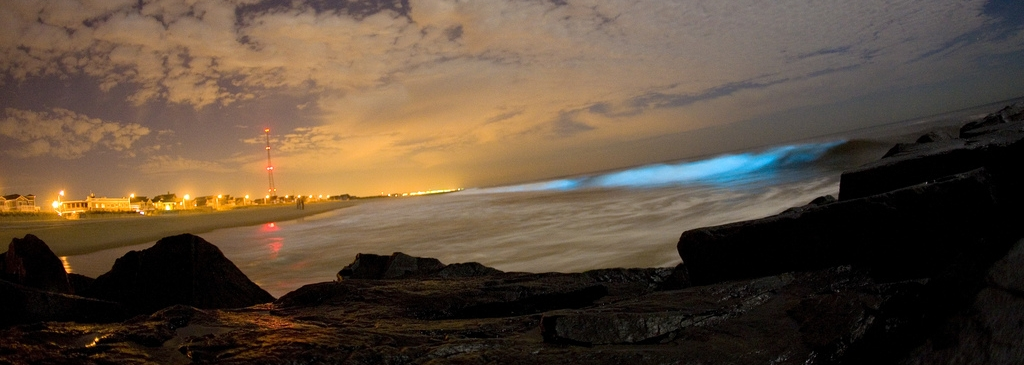
Світіння моря, обумовлене динофлагелятами (гребінь хвилі).

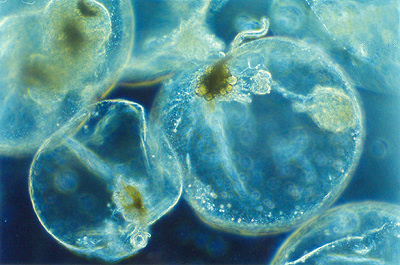
Noctiluca scintillans.

Світіння моря, світіння океану (в англ. milky seas — укр. молочні моря) — природне явище біологічного походження, яке виникає коли поверхневі шари моря чи океану наповнені мікроорганізмами, здатними до біолюмінесценції, внаслідок чого схоже, ніби водойма світиться ізсередини.
Існує декілька різновидів світіння. Іскристе світіння випромінює планктон розміром до 5 мм, світіння спалахами — істоти понад 1 см. Ці організми випромінюють світло зазвичай під впливом зовнішніх подразників — руху води в морських течіях чи зоні прибою, збурення від ходу кораблів тощо. Розповсюджене також «розлите», рівномірне, «молочне» світіння, яке зумовлюється життєдіяльністю бактерій, здатних до люмінесценції, таке світіння не залежить від зовнішніх подразників.
Світіння моря іноді охоплює величезні обшири до сотень, а то й тисяч квадратних кілометрів (інколи до 20.000 км2 — площа Черкаської чи Хмельницької областей) у вигляді плям, ланцюгів, кластерів. Найчастіше спостерігається в Біскайській та Аденській затоках, біля берегів Індії, Південної Африки, Чорному та Охотському морях та інших місцевостях.

## Історія дослідження
Століттями моряки розповідали про бачене ними світіння океанічних чи морських вод. Явище також згадав Жюль Верн у 24 главі роману 20 тисяч льє під водою, але донедавна світіння моря не було строго задокументовано. З 1915 року до 2000-х років було 235 документальних згадок про явище, переважно в районі північно-західного Індійського океану та біля Індонезії.
В 1985 році вчені взяли проби води в Аравійському морі під час світіння моря. Дослідники дійшли висновку, що ефект зумовлений бактерією Vibrio harveyi.
В 2005 році Стівен Міллер (англ. Steven Miller) з Морської науково-дослідної лабораторії (Монтеррей, Каліфорнія, США) зіставив 1995 супутникових знімків з одночасною інформацією з торгового судна. Американська оборонна супутникова метеорологічна програма показала, що площа світіння склала приблизно 15.400 км2 (більше за площу Івано-Франківської області). Світіння спостерігалося три ночі підряд.
Як заявив дослідник Стів Хеддок (англ. Steve Haddock), колір світіння синій, але через те, що знімки були зроблені за допомогою монохромних сенсорів, а також через те, що палички людського ока не розрізняють кольорів, то може здатися, що світіння біле.